# 17408 McAdams
17408 McAdams (1987 UZ1) là một tiểu hành tinh vành đai chính bên trong được phát hiện ngày 19 tháng 10 năm 1987 bởi C. S. Shoemaker và E. M. Shoemaker ở Palomar.